# Parque nacional Goodedulla
Goodedulla es un parque nacional en Queensland (Australia), ubicado a 573 km al noroeste de Brisbane.

## Datos
- Área: 255,00 km²
- Coordenadas: 23°15′15″S 149°45′29″E / -23.25417, 149.75806
- Fecha de Creación: 1994
- Administración: Servicio para la Vida Salvaje de Queensland
- Categoría IUCN: II

Véase también:
- Zonas protegidas de Queensland

- Datos: Q1537547